# Axillarine
L'axillarine est un composé organique de la famille des flavonols O-méthylés, un type de flavonoïdes. Elle est naturellement présente dans Pulicaria crispa, Filifolium sibiricum, Inula britannica, Wyethia bolanderi, Balsamorhiza macrophylla et Tanacetum vulgare . 
Elle est également synthétisable.

## Hétérosides
L'axillarine 7-O-β-D-glucoside est présent dans Tagetes mendocina, une plante médicinale très utilisée dans les provinces andines de l'Argentine.